# Upper Poppleton
Upper Poppleton – wieś w Anglii, w hrabstwie ceremonialnym North Yorkshire, w dystrykcie (unitary authority) York. Leży 6 km na północny zachód od miasta York i 283 km na północ od Londynu. Miejscowość liczy 1961 mieszkańców.